# Кун (Вісконсин)
Кун (англ. Coon) — місто (англ. town) в США, в окрузі Вернон штату Вісконсин. Населення — 729 осіб (2020).

## Демографія
Згідно з переписом 2010 року, у місті мешкало 728 осіб у 285 домогосподарствах у складі 224 родин. Було 322 помешкання
Расовий склад населення:
| - 99,7 % — білих - 0,1 % — чорних або афроамериканців |

До двох чи більше рас належало 0,1 %. Частка іспаномовних становила 0,0 % від усіх жителів.
За віковим діапазоном населення розподілялося таким чином: 23,1 % — особи молодші 18 років, 59,9 % — особи у віці 18—64 років, 17,0 % — особи у віці 65 років та старші. Медіана віку мешканця становила 44,8 року. На 100 осіб жіночої статі у місті припадало 109,8 чоловіків;  на 100 жінок у віці від 18 років та старших — 108,2 чоловіків також старших 18 років.
Середній дохід на одне домашнє господарство  становив 79 455 доларів США (медіана — 71 719), а середній дохід на одну сім'ю — 86 626 доларів (медіана — 82 708). Медіана доходів становила 48 611 долар для чоловіків та 44 375 доларів для жінок. За межею бідності перебувало 7,2 % осіб, у тому числі 9,8 % дітей у віці до 18 років та 2,0 % осіб у віці 65 років та старших.
Цивільне працевлаштоване населення становило 378 осіб. Основні галузі зайнятості: освіта, охорона здоров'я та соціальна допомога — 27,5 %, виробництво — 13,5 %, роздрібна торгівля — 10,6 %, будівництво — 8,2 %.